# Archaeoceratops
 (décembre 2012).
Famille
Genre
Espèce
Archaeoceratops (« ancienne tête cornue ») est un genre de dinosaure Neoceratopsia primitif ressemblant à Microceratops.
Il est classé dans la famille des Archaeoceratopsidae, dont les représentants se caractérisent par une posture encore bipède et par un prémaxillaire plus ou moins carré. On trouve des dents (3 à 4) sur ce prémaxillaire, caractère encore primitif. Le crâne est plutôt large comparé au reste du corps, la collerette est peu développée. Archaeoceratops fut découvert en 1992 en Chine (Mazongshan). 
Une seule espèce a été retrouvée à ce jour, Archaeoceratops oshimai (Dong & Azuma, 1997).
- Son nom signifie Ancienne tête cornue
- Époque : Crétacé inférieur (Aptien, (145,5-99,6 MA) )
- Taille : 1 m de long
- Habitat : Chine (Gansu)
- Régime alimentaire : Herbivore

## Inventaire des fossiles retrouvés
- IVPP V11114: crâne quasi complet, colonne vertébrale partielle, et pelvis partiel.
- IVPP V11115: colonne vertébrale partielle, pelvis et jambe partiels, pied complet.